# Thala Hills
Die Thala Hills sind eine Gruppe von küstennahen abgerundeten Hügeln im ostantarktischen Enderbyland. Sie ragen zwischen der Freeth Bay und der Spooner Bay auf.
Luftaufnahmen, die 1956 im Rahmen der Australian National Antarctic Research Expeditions (ANARE) entstanden, dienten ihrer Kartierung. Das Antarctic Names Committee of Australia benannte sie nach dem Forschungsschiff Thala Dan, mit dem ANARE-Wissenschaftler im Februar 1961 zu diesen Hügeln gefahren waren.